# Takeshi Ōno
Takeshi Ōno (大野 毅?, Ōno Takeshi; 22 novembre 1944) è un ex calciatore giapponese, di ruolo difensore.

## Statistiche

### Presenze e reti nei club
| Stagione | Squadra           | Campionato | Campionato | Campionato |
| Stagione | Squadra           | Comp       | Pres       | Reti       |
| -------- | ----------------- | ---------- | ---------- | ---------- |
| 1967     | Toyo Kogyo        | JSL        | 11         | 0          |
| 1968     | Toyo Kogyo        | JSL        | 14         | 0          |
| 1969     | Toyo Kogyo        | JSL        | ?          | ?          |
| 1970     | Toyo Kogyo        | JSL        | 12         | ?          |
| 1971     | Toyo Kogyo        | JSL        | ?          | ?          |
| 1972     | Toyo Kogyo        | JSL1       | ?          | ?          |
| 1973     | Toyo Kogyo        | JSL1       | ?          | ?          |
| 1974     | Toyo Kogyo        | JSL1       | ?          | ?          |
| 1975     | Toyo Kogyo        | JSL1       | ?          | ?          |
| 1976     | Toyo Kogyo        | JSL1       | ?          | ?          |
|          | Totale Toyo Kogyo |            | 145        | 5          |